# Municipio de Green (condado de Lawrence)
El municipio de Green (en inglés: Green Township) es un municipio ubicado en el condado de Lawrence en el estado estadounidense de Misuri. En el año 2010 tenía una población de 442 habitantes y una densidad poblacional de 4,05 personas por km².

## Geografía
El municipio de Green se encuentra ubicado en las coordenadas 37°13′36″N 93°54′53″O / 37.22667, -93.91472. Según la Oficina del Censo de los Estados Unidos, el municipio tiene una superficie total de 109.15 km², de la cual 108,95 km² corresponden a tierra firme y (0,19 %) 0,2 km² es agua.

## Demografía
Según el censo de 2010, había 442 personas residiendo en el municipio de Green. La densidad de población era de 4,05 hab./km². De los 442 habitantes, el municipio de Green estaba compuesto por el 97,74 % blancos, el 0,23 % eran afroamericanos, el 0,45 % eran amerindios, el 1,13 % eran de otras razas y el 0,45 % eran de una mezcla de razas. Del total de la población el 1,13 % eran hispanos o latinos de cualquier raza.